# 三星Galaxy S7
Samsung Galaxy S7 和 Samsung Galaxy S7 Edge 是韓國三星電子在2016年推出的Android系統頂尖高階旗艦智能手機，是三星Galaxy S系列中的第七代，承繼三星Galaxy S6。該手機在2016年2月21日MWC（世界行動通訊大會）的三星新聞發布會上首次亮相，歐洲和北美版本定於2016年3月11日公佈。與前代 S6 一樣，S7分為普通版和擁有曲面屏的Edge版本，S7也是前代S6的改進，恢復Galaxy S5的一些設計特徵， 競爭對手為iPhone 7 Plus、LG G5、Sony Xperia X Performance、Huawei P9、HTC 10、小米5。目前已經可以更新到 Samsung Experience 9介面的 Android Oreo (8)版本。
全球移动通信系统协会(GSMA)在2017年移动世界大会期间宣布，Galaxy S7 edge被评为(移动设备类别下的)“MWC2017 最佳智能手机”。
Galaxy S7系列亦因三星重新調整edge版的出貨量，加上Galaxy Note 7事件而延長了銷售周期，導致S7系列成為最暢銷的三星旗艦手機，全球銷量超過5,500萬支。而S7系列推出首季就售出約720萬部。

## 特色

### 機身
- 採用更圓潤的機身設計
- 背面採用3D玻璃，令上手感覺更舒適

### 鏡頭
- 手機主鏡頭採用Dual Pixel技術
- 新增動態全景及動態照片
- 新增自拍閃光燈

### 繼航力
- 配備特大電池
S7      ：3000mAh
S7 edge：3600mAh
- 支援快速充電
- 支援快速無線充電

### 防塵防水
- IP68防塵防水

### 擴充性
- 可插入高達256GB的micro SD卡以擴充容量

### Android 版本
- 能更新Android 8.0 Oreo的Samsung Experience 9.0的版本

## 顏色
顏色包括：
| 顏色 | 名稱   | 英語            | 容量       | 備註        |
| ---- | ------ | --------------- | ---------- | ----------- |
|      | 鎂白   | White Panel     | 32GB       |             |
|      | 鋼黑   | Black Onyx      | 32GB       |             |
|      | 鈦銀   | Silver Titanium | 32GB       |             |
|      | 鉑金   | Gold Platinum   | 32GB       |             |
|      | 粉紅金 | Pink Gold       | 32GB/128GB |             |
|      | 冰湖藍 | Blue Carol      | 32GB/64GB  | 只限S7 edge |
|      | 珍珠黑 | Black Panel     | 128GB      | 只限S7 edge |

## 售價
| 國家或地區 | S7 售價       | S7 edge 售價(32GB) | S7 edge 售價(128GB) |
| ---------- | ------------- | ------------------ | ------------------- |
| 香港       | 港幣$2098     | 港幣$2,358         | 港幣$2788           |
| 中国大陆   | 人民幣¥4888   | 人民幣¥5688        |                     |
| 臺灣       | 新台幣23900元 | 新台幣25500元      |                     |

## S7 edge特別版
- 超級英雄限量版套裝 (蝙蝠俠特別版)

套裝內包括：
- 背面隱現蝙蝠俠圖案，細節位以瑰麗金色凸顯暗黑版 Galaxy S7 edge（手機內預載獨家蝙蝠俠手機主題）
- 暗黑版 Gear VR
- 專屬手機保護殼
- 兩張總值150美元遊戲禮券
建議零售價: 港幣$8,398元
- 2016奧運限量版

套裝內包括：
- 背後印有奧運五環圖案，細節位以奧運五環顏色點綴的暗黑版 Galaxy S7 edge 
- 手機內預載獨家奧運手機主題
建議零售價: 港幣$5,998元（限量2,016套）

## 电池门事件
在三星Note 7发生多次电池爆炸事件且全部召回不久后，三星S6/7/7 edge也陆续发生了多次爆炸事件。经检查发现S7和Note 7一样存在电池与组件过于紧密的问题。

## 外部連結
- Samsung Official Site（页面存档备份，存于）